# Khlong Yai (huyện)
Khlong Yai (tiếng Thái: คลองใหญ่) là một huyện (amphoe) của tỉnh Trat, phía đông  Thái Lan.

## Lịch sử
Trước đây khu vực này thuộc tỉnh Patchanta Khiri Khet (nay là Koh Kong). Không giống các khu vực khác của Koh Kong, khu vực này thuộc Xiêm theo hợp đồng Pháp-Xiêm trong thời trị vì của vua Chulalongkorn, theo đó, Xiêm nhượng các khu vực phía đông sông Mekong cũng như các tỉnh phía tây Campuchia như Battambang, Siam Nakhon và Sisophon.
Đơn vị này đã được lập thành một tiểu huyện (king amphoe) năm 1912 và đã chính thức được nâng thành huyện năm 1959.

## Địa lý
Huyện này là một dải đất hẹp dọc theo bờ vịnh Thái Lan, được tách khỏi Campuchia bằng dãy núi Cardamom.
Các huyện giáp ranh (từ phía bắc theo chiều kim đồng hồ) là: Mueang Trat of tỉnh Trat, tỉnh Koh Kong của Campuchia và vịnh Thái Lan.

## Hành chính
Huyện này được chia thành 3 phó huyện (tambon), các đơn vị này lại được chia ra thành 20 làng (muban). Có hai thị trấn (thesaban tambon) - Khlong Yai và Hat Lek cả hai nằm trên tambon cùng tên. Có 2 Tổ chức hành chính tambon.
| STT. | Tên        | Tên Thái | Số làng | Dân số |  |
| 1.   | Khlong Yai | คลองใหญ่  | 9       | 14.877 |  |
| 2.   | Mai Rut    | ไม้รูด     | 6       | 4.642  |  |
| 3.   | Hat Lek    | หาดเล็ก   | 5       | 4.462  |  |